# 島田恵之助
島田 恵之助（しまだ えのすけ、1894年（明治27年）1月30日 - 1959年（昭和34年）1月10日）は、大日本帝国陸軍軍人。最終階級は陸軍少将。兵科は歩兵科

## 経歴
1894年（明治27年）に島根県で生まれた。陸軍士官学校第27期卒業。1941年（昭和16年）3月1日に陸軍大佐に進級し、12月1日に歩兵第64連隊長（関東軍・第6軍・第23師団・第23歩兵団）に就任して海拉爾に駐屯した。1943年（昭和18年）12月に豊橋第一陸軍予備士官学校附となり、1944年（昭和19年）5月30日に豊橋第二陸軍予備士官学校長に就任した。1945年（昭和20年）6月10日に陸軍少将に進級し、終戦後には習志野陸軍予備士官学校長を経て、8月27日に四国憲兵隊司令官に就任した。
1947年（昭和22年）11月28日、公職追放仮指定を受けた。